# خانقاه احمدی
خانقاه احمدی (خانقاه احمدیه) یکی از ساختمان‌های قدیمی در محله سرباغ شیراز و در نزدیکی حرم شاهچراغ است. سبک معماری این ساختمان به دوره قاجاریه باز می‌گردد. این خانقاه محل برگزاری جلسات دراویش ذهبیه است. همچنین آرامگاه آقا میرزا احمد عبدالحی مرتضوی تبریزی(اردبیلی ) (وحید الاولیا الکاملین) و جناب حاج میرزا محمد علی حب حیدراردبیلی (ابوالفتوح )  از اقطاب این سلسله نیز در این خانقاه‌است. این خانقاه شامل یک موزه، کتابخانه و درمانگاه‌است.

## کتابخانه
کتابخانه خانقاه احمدی  به همت دراویش  این سلسله جمع آوری شده‌است. در این کتابخانه، نسخ خطی و آثار ارزشمندی نگهداری می‌شود؛ از این رو بیش از هزار نسخه خطی با موضوعات مختلف به روش علمی از این کتابخانه فهرست‌نویسی شده‌است. از جمله آثار نفیسی که در این کتابخانه نگهداری می‌شود، مجموعه‌ای از نسخ خطی قرآن کریم، مربوط به دوره قاجار است که با جلد لاکی و تذهیب ویژه این دوره طراحی شده‌است. مجموعه‌ای از دست‌خط علما و دانشمندان مختلف مانند ملاصدرا، میرزای قمی، بزرگانی مانند میرزا ابوالقاسم راز شیرازی، فضل‌الله خاوری و... نیز در این کتابخانه نگهداری می‌شود. 